# Lovers Lane
Lovers Lane é um filme de terror de 1999 produzido nos Estados Unidos, dirigido por Jon Steven Ward e protagonizado por Erin Dean, Riley Smith, Sarah Lancaster e Anna Faris.

## Lançamento
O filme foi exibido no Festival de Cinema de Bainbridge Island em 5 de fevereiro de 2000.

## Mídia doméstica
A Planet Entertainment lançou o filme diretamente em DVD em 30 de outubro de 2000 e a First Look Studios lançou um novo DVD em 16 de julho de 2002.